# Comté de Spencer (Indiana)
Pour les articles homonymes, voir Comté de Spencer.
Le comté de Spencer  est un comté de l'État de l'Indiana, aux États-Unis. Il comptait 20 391 habitants en 2000. Son siège est Rockport.